# أغنية بلا نهاية (فلم)
أغنية بلا نهاية (بالإنجليزية: Song Without End) هو فيلم موسيقي تم إنتاجه في الولايات المتحدة وصدر في سنة 1960. الفيلم من إخراج جورج كوكور.

## ترشيحات وجوائز
| السنة | الحدث  | الفئة               | النتيجة |
| ----- | ------ | ------------------- | ------- |
|       | اوسكار | أفضل موسيقى تصويرية | فوز     |

## الميزانية والإيرادات
حقق أرباحا تقدر بـ 1,500,000 (/ Canada) دولار.

## وصلات خارجية
- أغنية بلا نهاية على موقع IMDb (الإنجليزية)
- أغنية بلا نهاية على موقع الموسوعة البريطانية (الإنجليزية)
- أغنية بلا نهاية على موقع روتن توميتوز (الإنجليزية)
- أغنية بلا نهاية على موقع نتفليكس (الإنجليزية)
- أغنية بلا نهاية على موقع ألو سيني (الفرنسية)
- أغنية بلا نهاية على موقع Turner Classic Movies (الإنجليزية)
- أغنية بلا نهاية على موقع أول موفي (الإنجليزية)
- أغنية بلا نهاية على موقع فيلمافينيتي (الإسبانية)
- أغنية بلا نهاية على موقع قاعدة بيانات الأفلام السويدية (السويدية)
- أغنية بلا نهاية على موقع قاعدة بيانات الفيلم (الإنجليزية)

1. ↑  وصلة مرجع: https://www.oscars.org/oscars/ceremonies/1961.
2. 1 2 3 4  مذكور في: قاعدة بيانات الأفلام التشيكية السلوفاكية. لغة العمل أو لغة الاسم: التشيكية. تاريخ النشر: 2001.
3. ↑  "أغنية بلا نهاية فيلم".{{استشهاد ويب}}:  صيانة الاستشهاد: url-status (link)
4. ↑  "معلومات عن أغنية بلا نهاية (فيلم) على موقع moviemeter.nl". moviemeter.nl. مؤرشف من الأصل في 2015-06-26.
5. ↑  "معلومات عن أغنية بلا نهاية (فيلم) على موقع cnc.fr". cnc.fr. مؤرشف من الأصل في 2021-01-16.